# 綠地香港
綠地香港控股有限公司（英語：Greenland Hong Kong Holdings Limited，港交所：0337）前身為盛高置地（控股）有限公司，簡稱綠地香港控股以及綠地香港，於1998年由王偉賢（董事長）引入澳大利亞資本形式創立。

## 历史
股份在2006年10月10日於香港交易所主板上市，總裁為王煦菱。總部位於上海市淮海中路300號香港新世界大廈46樓。業務在中國內地經營酒店、物業等資產。
2012年，盛高置地先後以9.657億元向恒大地產出售無錫市錫山區地皮及以9500萬出售上海市黄浦區中華路項目30%股權，所得資金用作減債。
其後在2013年5月，綠地控股集團有限公司旗下格隆希瑪國際有限公司，進行以1.90港元收購該公司股權，總代價為29.96億港元。這個事項包括發行新股和合併股份，以每股合併股份為現金1.275港元，代價為1,340,000,000港元。在有待股東特別大會上通過後，把更名為「綠地香港控股有限公司」。
同時，盛高擬將旗下所持有的上海半島酒店50%股權，以12.8億元的作價售予盛高現任主席、大股東王偉賢，盛高從此將不再持有上海半島酒店權益。
2013年5月，盛高置地以10.99億元向新城控股出售無錫項目六成股權，有關項目是在2010年聯同新城控股以35.3億元投得。
2013年10月2日公布，盛高置地斥資1.455億美元(約11.28億港元)向控股股東綠地集團，收購杭州項目的50%權益及1.455億美元貸款。該項目位杭州濱江區杭州奧體博覽城，總地盤面積為58,789平方米，將進行由住宅單位、辦公室及停車場組成之多用途房地產項目。
2013年12月，綠地香港以59.5億元投得上海黄浦五里橋街道地皮。

## 連結
- Greenlandhk.com （页面存档备份，存于）